# Liste der Baudenkmäler in Erlangen/M
Diese Liste ist eine Teilliste der Liste der Baudenkmäler in Erlangen. Grundlage der Liste ist die Bayerische Denkmalliste, die auf Basis des bayerischen Denkmalschutzgesetzes vom 1. Oktober 1973 erstmals erstellt wurde und seither durch das Bayerische Landesamt für Denkmalpflege geführt und aktualisiert wird. Die folgenden Angaben ersetzen nicht die rechtsverbindliche Auskunft der Denkmalschutzbehörde.
Dieser Teil der Liste beschreibt die denkmalgeschützten Objekte an folgenden Straßen:
- Marktplatz
- Marquardsenstraße
- Martin-Luther-Platz
- Martinsbühler Straße
- Maximiliansplatz
- Mittlere Schulstraße
- Moltkestraße

## Marktplatz
| Lage                    | Objekt                                                            | Beschreibung | Akten-Nr.               | Bild                    |
| ----------------------- | ----------------------------------------------------------------- | --- | ----------------------- | ----------------------- |
| Marktplatz (Standort)   | Paulibrunnen                                                      | Von Salomon und Julie Pauli gestiftet, 1889 errichtet (Relief Prinzregent Luitpold bez. 1886), Entwurf von Friedrich Wanderer, Ausführung im Stil der Spätrenaissance von Heinrich Schwabe, Georg Leitner und Christoph Lenz | D-5-62-000-432 Wikidata | weitere Bilder          |
| Marktplatz 1 (Standort) | Ehemaliges von Stutterheimsches Palais, von 1836 bis 1973 Rathaus | An drei Seiten freistehende Anlage, Kopfbau zum Marktplatz, monumentale, reich gestaltete Fassade, Mansarddach, errichtet für den Erlanger Amtshauptmann Christian Hieronymus von Stutterheim, 1728/30 Dreigeschossiger Anbau, ehemaliges Hauptpostamt (Hauptstraße), 1885/86 Zweigeschossiger Anbau, ehemalige Polizeiwache mit Arrestzellen (Einhornstraße), 1890 | D-5-62-000-427 Wikidata | weitere Bilder          |
| Marktplatz 4 (Standort) | Wohn- und Geschäftshaus                                           | Dreigeschossig mit zwei Erkern, in historisierenden Formen, um 1880 | D-5-62-000-429 Wikidata | Wohn- und Geschäftshaus |
| Marktplatz 5 (Standort) | Bürgerhaus                                                        | Dreigeschossiger Putzbau, Zwerchhaus, 1699 | D-5-62-000-430 Wikidata | Bürgerhaus              |
| Marktplatz 6 (Standort) | Schlussstein                                                      | Eingelassener Schlussstein mit Hohenzollernwappen, 1768 | D-5-62-000-431 Wikidata | Schlussstein            |

## Marquardsenstraße
| Lage                            | Objekt    | Beschreibung | Akten-Nr.               | Bild      |
| ------------------------------- | --------- | --- | ----------------------- | --------- |
| Marquardsenstraße 2 (Standort)  | Mietshaus | zweigeschossiger, verputzter Ziegelsteinbau mit verschiefertem Mansarddach, Gauben mit Dreiecksgiebeln und Gesimsgliederung, im Westen schmaler, dreigeschossiger Anbau mit vorspringenden Obergeschossen, Walmdach, Schweifgiebel und barockisierender Putzgliederung, von Justin Fiedler, 1890, Anbau von Kreuter, 1900; in Ecklage | D-5-62-000-1485         | BW        |
| Marquardsenstraße 5 (Standort)  | Mietshaus | Zweigeschossiger Mansarddachbau, Neubarock, um 1900 | D-5-62-000-433 Wikidata | Mietshaus |
| Marquardsenstraße 7 (Standort)  | Mietshaus | Zweigeschossiger Mansarddachbau, Neubarock, um 1900 | D-5-62-000-434 Wikidata | Mietshaus |
| Marquardsenstraße 9 (Standort)  | Mietshaus | Zweigeschossiger Mansarddachbau, Neubarock, 1902 | D-5-62-000-435 Wikidata | Mietshaus |
| Marquardsenstraße 10 (Standort) | Mietshaus | Zweigeschossiger Mansarddachbau, Neubarock, 1884 | D-5-62-000-436 Wikidata | Mietshaus |
| Marquardsenstraße 12 (Standort) | Mietshaus | Zweigeschossiger Mansarddachbau mit Pilastergliederung und Zwerchhaus, in neubarocken Formen, um 1900 Hölzerne Wäsche- und Trockenremise, Pultdachbau, 1885 Hölzernes Gartenhäuschen, Satteldachbau mit aufwendig gearbeiteten Schleierbrettern, um 1900                                                                              | D-5-62-000-437 Wikidata | Mietshaus |
| Marquardsenstraße 14 (Standort) | Mietshaus | Zweigeschossiger Mansarddachbau, Neubarock, um 1900 | D-5-62-000-438          | Mietshaus |
| Marquardsenstraße 16 (Standort) | Mietshaus | Zweigeschossiger Mansarddachbau, Neubarock, um 1900 | D-5-62-000-439          | Mietshaus |
| Marquardsenstraße 17 (Standort) | Kleinhaus | Erdgeschossig, mit Putzgliederung, 1877/78 | D-5-62-000-440 Wikidata | Kleinhaus |
| Marquardsenstraße 18 (Standort) | Mietshaus | Eckbau in Neurenaissance, um 1890/1900 | D-5-62-000-441 Wikidata | Mietshaus |

## Martin-Luther-Platz
| Lage                              | Objekt                                                                 | Beschreibung | Akten-Nr.               | Bild           |
| --------------------------------- | ---------------------------------------------------------------------- | --- | ----------------------- | -------------- |
| Martin-Luther-Platz 1 (Standort)  | Evangelisch-lutherische Altstädter Pfarrkirche (Dreifaltigkeitskirche) | Saalkirche mit dreiseitigem Ostschluss und reicher Westturmfassade, 1711–1721; mit Ausstattung | D-5-62-000-443 Wikidata | weitere Bilder |
| Martin-Luther-Platz 2 (Standort)  | Bürgerhaus                                                             | Zweigeschossiger Eckbau, mit Zwerchhaus, 1706/07 | D-5-62-000-444 Wikidata | Bürgerhaus     |
| Martin-Luther-Platz 3 (Standort)  | Bürgerhaus                                                             | Zweigeschossiger Traufseitbau, Sandsteinquader, Quader-Zwerchhaus, Obergeschosszimmer mit Stuckfelderung, 1707 | D-5-62-000-445 Wikidata | weitere Bilder |
| Martin-Luther-Platz 4 (Standort)  | Bürgerhaus                                                             | Zweigeschossiger Traufseitbau, Sandsteinquader, 1707 | D-5-62-000-446 Wikidata | weitere Bilder |
| Martin-Luther-Platz 5 (Standort)  | Bürgerhaus                                                             | Zweigeschossiger Traufseitbau, Sandsteinquader, Zwerchhaus, abgetreppte Brandmauergiebel, um 1706 | D-5-62-000-447 Wikidata | weitere Bilder |
| Martin-Luther-Platz 6 (Standort)  | Bürgerhaus                                                             | Eckbau, Sandsteinquader, 1707, Zwerchhaus und Aufstockung 19./frühes 20. Jahrhundert | D-5-62-000-448 Wikidata | Bürgerhaus     |
| Martin-Luther-Platz 8 (Standort)  | Bürgerhaus                                                             | Zweigeschossiger Traufseitbau, um 1720 | D-5-62-000-449 Wikidata | Bürgerhaus     |
| Martin-Luther-Platz 9 (Standort)  | Ehemaliges Altstädter Rathaus, jetzt Stadtmuseum                       | Dreigeschossiger Mansarddachbau mit reicher Fassadengliederung, 1731 bis 1736 nach Plan von Johann Georg Weiß errichtet; im Inneren Treppenanlage mit Balustergeländer, Stuckdecken, gefelderte Türen Rückseitig nördliche Hofmauer | D-5-62-000-450 Wikidata | weitere Bilder |
| Martin-Luther-Platz 10 (Standort) | Bürgerhaus                                                             | Zweigeschossiger Eckbau, Sandsteinquader verputzt, Zwerchhaus, 1716 | D-5-62-000-451 Wikidata | Bürgerhaus     |

## Martinsbühler Straße
| Lage                        | Objekt    | Beschreibung | Akten-Nr.       | Bild |
| --------------------------- | --------- | --- | --------------- | ---- |
| Martinsbühler Straße 5 a () | Mietshaus | dreigeschossiger, traufständiger Mansarddachbau mit geschweiftem Zwerchhaus und dreiseitigem Fassadenerker, gemäßigter Jugendstil, von Eduard Krauss, bezeichnet mit „1911“                                                  | D-5-62-000-1220 |      |
| Martinsbühler Straße 5 b () | Mietshaus | dreigeschossiger Eckbau mit Mansardwalmdach, Sandsteinquadererdgeschoss, zweigeschossigen Fassadenerkern mit flachem Walm- bzw. Haubendach, Zwerchhäusern mit Schweifgiebeln und Putzgliederung, von Steidel & Gehring, 1911 | D-5-62-000-1413 |      |

## Maximiliansplatz
| Lage                          | Objekt                      | Beschreibung | Akten-Nr.               | Bild           |
| ----------------------------- | --------------------------- | --- | ----------------------- | -------------- |
| Maximiliansplatz 2 (Standort) | Ehemalige Kreisirrenanstalt | Haupt- und Empfangsgebäude, spätklassizistischer Bau, der dreigeschossige Mittelrisalit mit Attika, 1834 von Schulz, Ansbach, begonnen, 1846 Eröffnung Mit Parkanlage und Teilen der ehemaligen Anstaltsmauer Aussegnungshalle, spätklassizistisch, um 1870 Zugehörig außerdem der Nordflügel der Anstalt (Schwabachanlage 10) | D-5-62-000-453 Wikidata | weitere Bilder |

## Mittlere Schulstraße
| Lage                              | Objekt                                         | Beschreibung                                                       | Akten-Nr.               | Bild                                           |
| --------------------------------- | ---------------------------------------------- | ------------------------------------------------------------------ | ----------------------- | ---------------------------------------------- |
| Mittlere Schulstraße 1 (Standort) | Ehemaliges Altstädter Schul- und Kantoratshaus | Doppel-Eckhaus, Walmdach, Sandsteinquader, 1707                    | D-5-62-000-455 Wikidata | Ehemaliges Altstädter Schul- und Kantoratshaus |
| Mittlere Schulstraße 3 (Standort) | Bürgeranwesen                                  | Zweigeschossiger Traufseitbau, Neubau um 1706/20, Umbauten um 1880 | D-5-62-000-993 Wikidata | Bürgeranwesen                                  |
| Mittlere Schulstraße 5 (Standort) | Bürgerhaus                                     | Zweigeschossiger Traufseitbau, Sandsteinquader, 1762/63            | D-5-62-000-456 Wikidata | Bürgerhaus                                     |

## Moltkestraße
| Lage                      | Objekt                                                                            | Beschreibung | Akten-Nr.                | Bild                                                                              |
| ------------------------- | --------------------------------------------------------------------------------- | --- | ------------------------ | --------------------------------------------------------------------------------- |
| Moltkestraße 5 (Standort) | Ehemalige „Verheirateten-Kaserne“ bzw. Handwerkerhaus der Neuen Infanteriekaserne | Zweigeschossiger Ziegelsteinbau mit Hausteingliederung, 1890/91 Nördlich anschließend Gitterzaun                   | D-5-62-000-1294 Wikidata | Ehemalige „Verheirateten-Kaserne“ bzw. Handwerkerhaus der Neuen Infanteriekaserne |
| Moltkestraße 9 (Standort) | Ehemalige „Kaserne Verheirateter Unteroffiziere“ der Neuen Infanteriekaserne      | Dreigeschossiger Ziegelsteinbau mit Hausteingliederung, 1891 Gitterzaun nach Süden anschließend bis Moltkestraße 5 | D-5-62-000-1294 Wikidata | Ehemalige „Kaserne Verheirateter Unteroffiziere“ der Neuen Infanteriekaserne      |

## Ehemalige Baudenkmäler
In diesem Abschnitt sind Objekte aufgeführt, die früher einmal in der Denkmalliste eingetragen waren, jetzt aber nicht mehr. Objekte, die in anderem Zusammenhang – also z. B. als Teil eines Baudenkmals – weiter eingetragen sind, sollen hier nicht aufgeführt werden. Aktennummern in diesem Abschnitt sind ehemalige, jetzt nicht mehr gültige Aktennummern.

| Lage                    | Objekt     | Beschreibung                                   | Akten-Nr.               | Bild       |
| ----------------------- | ---------- | ---------------------------------------------- | ----------------------- | ---------- |
| Marktplatz 3 (Standort) | Bürgerhaus | Dreigeschossiger Traufseitbau, 18. Jahrhundert | D-5-62-000-428 Wikidata | Bürgerhaus |